# Pero micca
Pero micca är en fjärilsart som beskrevs av Druce 1892. Pero micca ingår i släktet Pero och familjen mätare. Inga underarter finns listade i Catalogue of Life.